# Peter Ulner
Peter Ulner (* 18. Oktober 1523 in Gladebach; † 6. September 1595) war der erste protestantische Abt des Klosters Berge bei Magdeburg.

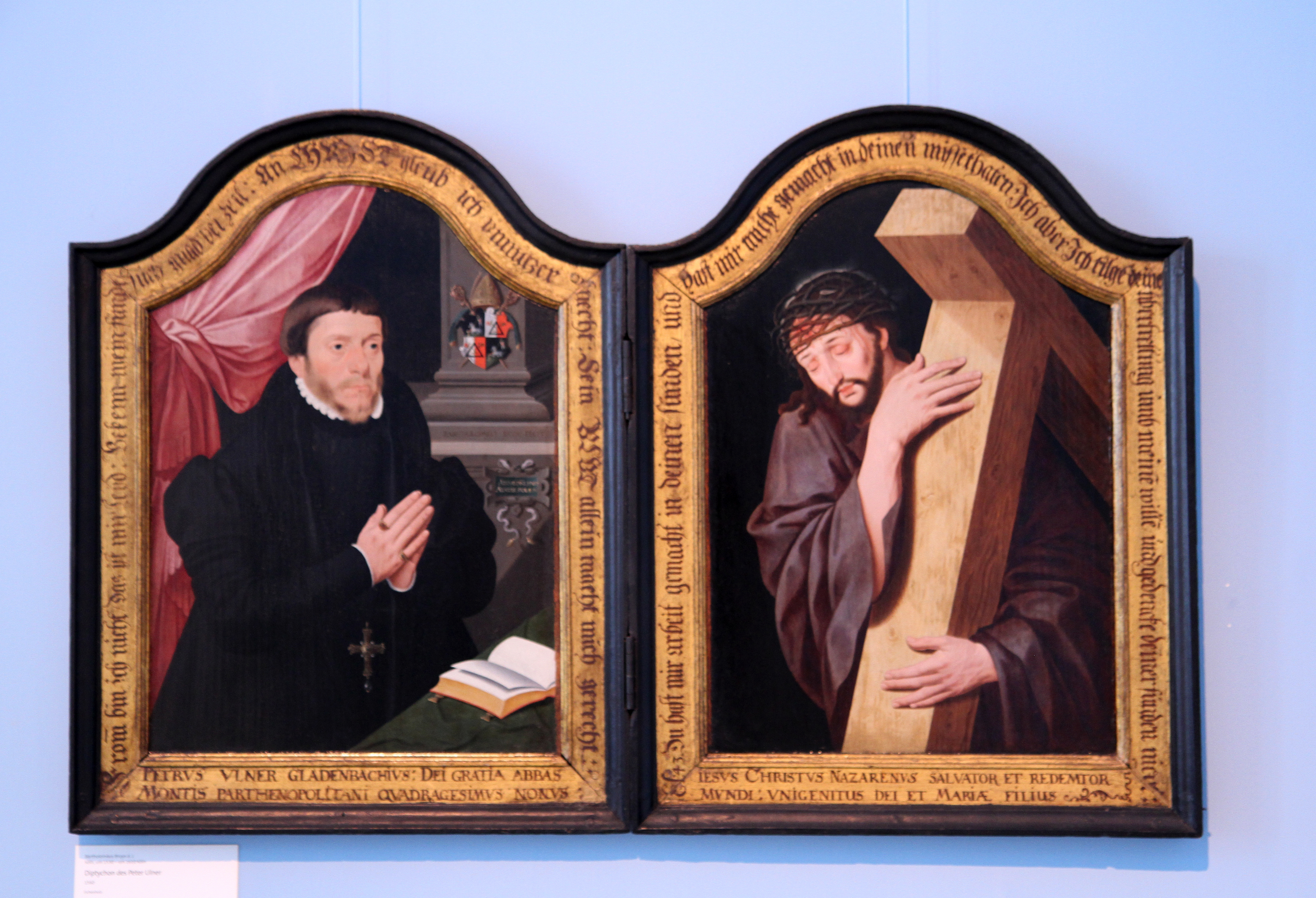
Peter Ulner

## Leben
Ulner wurde als Sohn des Bürgermeisters von Gladebach (heute Mönchengladbach) Laurenz Ulner geboren. Er genoss eine Ausbildung bei den Fraterherren in Deventer und Herzogenbusch und studierte anschließend in Wittenberg und wohl auch Philosophie und Theologie in Köln.
Im Jahr 1542 trat er in das Kloster Werden der Benediktiner ein. Sein Klostername lautete Ludgerus. Um 1550 war er Pfarrer in der benachbarten Sankt-Lucius-Kirche. Die Evangelische Gemeinde Werden besitzt noch heute den sogenannten Ulnerkelch, den er der Überlieferung nach gestiftet haben soll, der tatsächlich aber stilistisch aus dem Barock stammt.
Ulner erhielt dann eine Position als Pfarrer im Ludgerikloster in Helmstedt. Bereits ein Jahr später wurde er Hofprediger bei dem katholischen Herzog Heinrich der Jüngere von Braunschweig.

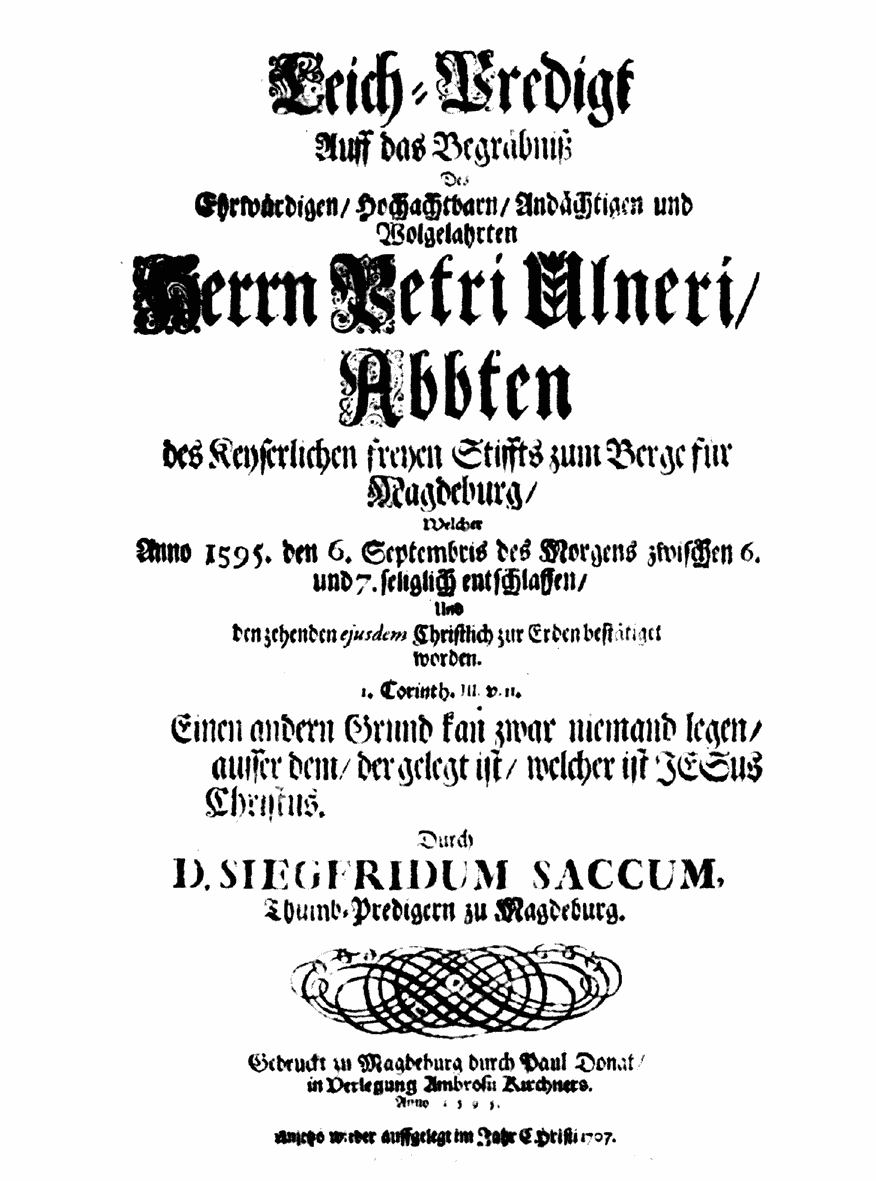
Leichenpredigt zu Ehren Ulners

1559 wurde Ulner Koadjutor, 1561 Abt des Klosters Berge bei Magdeburg. Unter seiner Leitung erfolgte der Wiederaufbau des Klosters nach den Zerstörungen von 1546 während des Schmalkaldischen Kriegs und die Wiederbegründung der Bibliothek. Neben vielen Gebäuden entstand auch die Klosterkirche neu.
Mit einer lutherischen Predigt vom 25. August 1565 führte er das Kloster in die Reformation. Das Kloster Berge wurde ein protestantisches Stift. Ulner war der erste Prälat im Erzstift Magdeburg, der sich offen zum neuen Glauben bekannte. Im gleichen Jahr begründete Ulner die Klosterschule. Ulner übte das Amt des Abtes über 34 Jahre aus und führte das bedeutende Kloster Berge zu neuer Blüte.
Im Jahr 1569 beauftragte Herzog Julius von Braunschweig neben Martin Chemnitz und Jacob Andreä auch Ulner mit der Reformation der Kirchen im braunschweigischen Land.
Am Peter-und-Pauls-Tag 1573 heiratete Ulner Margaretha, Tochter des Magdeburger Stadtkämmerers Hans Westphal. Aus der Ehe gingen fünf bekannte Kinder hervor (Reihenfolge nicht gesichert): Catharina, Joachim, Margaretha, Anna und Agnesa. Angeblich hatte Abt Peter auch einen gleichnamigen, natürlichen (also unehelich gezeugten) Sohn.
Seit 1583 gehörte Ulner auch zur Kommission zur Visitation der Kirchen in der Diözese Magdeburg.

## Ehrung
Die Stadt Magdeburg benannte ihm zu Ehren eine Straße als Ulnerstraße.